# ロゼオロウイルス属
ロゼオロウイルス属(Roseolovirus)は、ヘルペスウイルスのうちヒトに突発性発疹を引き起こすウイルスとその近縁種からなる属である。ウイルス学上はヘルペスウイルス科ベータヘルペスウイルス亜科に所属させる。

## 構造
ロゼオロウイルス属のウイルス粒子はエンベロープを持ち、テグメントに包まれた正二十面体のカプシド中に直鎖状二本鎖DNAのゲノムを持っている。直径は150-200 nmである。

## 生活環
ウイルス粒子は表面上の糖タンパク質が宿主細胞膜上の受容体に認識されて細胞内に取り込まれる。カプシド中のゲノムDNAが細胞核に到達すると、ウイルス遺伝子が順次転写されてゲノムの複製を開始する。ゲノムはローリングサークル型複製によって長大なコンカテマーとなり、それが分断・パッケージ化され、ゴルジ体を経て細胞膜から放出される。

## 疾患
ヒトヘルペスウイルス6Aおよび6Bは乳幼児期に突発性発疹の原因となるほか、熱性痙攣や脳炎などを引き起こす。他のヘルペスウイルスと同様に終生にわたって潜伏感染することができ、時折再活性化して感染を拡げるほか、場合によっては様々な疾患を引き起こす。ヒトヘルペスウイルス7も同様に突発性発疹や脳炎の原因となる。
ブタベータヘルペスウイルス2は豚に豚サイトメガロウイルス病を引き起こす。若齢豚では「封入体鼻炎」と呼ばれる鼻炎症状を起こしクシャミや咳などが見られるが、3週齢以上になると通常は臨床症状が見られない。また免疫レベルの低い群では死産や子豚の発育不良などの繁殖障害が問題になることもある。